# Ladislav Ferebauer
Ladislav Ferebauer, né le 25 octobre 1957 à České Budějovice (Tchécoslovaquie), est un coureur cycliste tchécoslovaque des années 1970-1980.